# سن-سیمون (مونترژی)
سن-سیمون، مونترژی (به فرانسوی: Saint-Simon) شهری در منطقه شهری له ماسکوتن ناحیه مونترژی در استان کبک کانادا است. در سرشماری سال ۲۰۱۱ این شهر ۱٬۱۳۶ نفر جمعیت داشته‌است و مساحت آن ۶۸٫۶۶ کیلومتر مربع است.